# Erínome (satèl·lit)
Erínome (del grec Ερινομη) o Júpiter XXV és un satèl·lit natural retrògrad irregular del planeta Júpiter. Fou descobert l'any 2000 per un equip de la Universitat de Hawaii liderat per Scott Sheppard i rebé la designació provisional de S/2000 J 4.

## Característiques
Caldona té un diàmetre d'uns 3,2 quilòmetres, i orbita Júpiter a una distància mitjana de 22,986 milions de km en 711,965 dies, a una inclinació de 164 º a l'eclíptica (162° a l'equador de Júpiter), en una direcció retrògrada i amb una excentricitat de 0,3678.
Pertany al grup de Carme, compost pels satèl·lits irregulars retrògrads de Júpiter en òrbites entre els 23 i 24 milions de km i en una inclinació d'uns 165 °.

## Denominació
El satèl·lit deu el seu nom al personatge de la mitologia grega Erínome, filla de Celes que s'enamorà de Zeus amb la intervenció d'Afrodita.
Rebé el nom definitiu de Erínome el 22 d'octubre de 2002. Anteriorment havia tingut la designació provisional de S/2000 J 4, ique indica que fou el quart satèl·lit fotografiat per primera vegada l'any 2000.